# Wyścigi NASCAR
Wyścigi NASCAR (ang. NASCAR Racers) – amerykański serial animowany, opowiadający o członkach drużyny FASTEX, ścigających się w ramach futurystycznej serii wyścigowej NASCAR Unlimited Series.
W 2001 roku, po przejęciu przez The Walt Disney Company Fox Kids Worldwide, w tym Saban Entertainment, prawa do serialu przeszły na Disneya.

## Bohaterowie

### Kierowcy FASTEXu
- Megan „Spitfire” Fassler – córka Jacka Fasslera, początkowo ojciec nie zgadzał się na jej udział w wyścigach, jednakże później zmienił swoje zdanie. Pod koniec drugiej serii założyła drużynę Spitfire Racers. Jeździ z numerem 101.
- Mark „Charger” McCutchen – trzeci członek słynnej rodziny McCutchenów, chcący udowodnić ojcu (który prawdopodobnie zginął na Alasce w wypadku lotniczym), że jest najlepszy w drużynie. W drużynie jest on liderem i jeździ z numerem 204.
- Steve „Flyer” Sharp – były pilot myśliwca, który przez doświadczenia z przeszłości ma halucynacje, w których wydaje mu się, że wciąż pilotuje myśliwiec. Ma żonę, Glorię, a jego numer to 808.
- Carlos „Stunts” Rey – były motocyklista, jedna z gwiazd Fastexu. W drugiej serii ma problemy finansowe z powodu swoich długów, a także próbuje zdobyć pieniądze na leczenie swojego ojca. Jeździ z numerem 404.
- Douglas „Duck” Dunaka – były kierowca, mechanik Fastexu, na jeden wyścig postanowił wrócić jako kierowca. Jeździ z numerem 859.

Szefem FASTEXu jest Jack Fassler który ma żonę Libby, głównym mechanikiem drużyny jest Duck Dunaka. Charger ma młodszego brata Milesa, który często pomaga Duckowi, w serii drugiej w drużynie pojawił się Lagnat. Głównymi przeciwnikami są członkowie drużyny REXCOR z Garnerem Rextonem i szefem drużyny Spexem na czele.

### Kierowcy REXCORu
- Lyle „Kolekcjoner” Owens – lider drużyny Garnera Rextona. Nazywany jest Kolekcjonerem, gdyż często zbiera kawałki rozbitych samochodów jako trofea. Początkowo jeździł dla Fastexu, ale po spowodowaniu kraksy Chargera wściekły Fassler wyrzucił go. W trzecim odcinku drugiej serii pojawia się zupełnie nowy Owens z nadludzką siłą fizyczną i potężnych rozmiarów mięśniami, zaś z lewej strony twarzy ma szare zabarwienie i nosi na lewym oku przepaskę – wszystkie te „atrybuty” są efektem ubocznym wpadnięcia do chemikaliów. Jeździ z numerem 606 (jednak w odcinku 16. przez chwilę jeździł z numerem 909).
- Hondo „Specter” Hines – zawodnik, który pojawia się na torze i robi demolkę, nienawidzi Stuntsa. Jeździ z numerem 303.
- Diesel „Junker (pol. tł. Niszczyciel)” Spitz – nazywany jest Niszczycielem, gdyż demoluje samochody i niszczy kierowców. Jeździ z numerem 707.
- Zorina – jest bardzo niesforna, często mówi do kierowców „Złotko”. Jeździ z numerem 505.

### Inni kierowcy Rexcora
- Kent „Demolisher” Steele – android stworzony przez Rextona. Posiada ogromną siłę i wykorzystuje ją, szkodząc kierowcom Fastexu. Jeździ z numerem 500.
- Tanker – były żołnierz, gdy jeden z zawodników wyprzedza go, strzela do niego z armaty. Jeździ z numerem 817.

### Kierowcy Spitfire Racers
Na koniec 2 serii Megan założyła własną drużynę (w ostatnim wyścigu jechała jednak dla Fastexu):
- Megan „Spitfire” Fassler – jeździ z numerem 101.
- Eve „Wild Card” Kildere – jeździ z numerem 419.
- Zorina – jeździ z numerem 505.
- Chrome – jeździ z numerem 232.

### Inni kierowcy
- „Redline” O'Roarke – przyjaciel Megan Fassler w serii drugiej. Jego imię jest nieznane. Jeździ z numerem 119.
- Phil „Octane” Knox – fałszywy przyjaciel Flyera w serii drugiej, potajemnie pracuje dla Rextona. Jeździ z numerem 420.
- Grim Repo – kierowca, który zawsze nosi maskę i pelerynę, przez co nigdy nie widać jego twarzy. Jego imię i nazwisko jest nieznane. Jeździ z numerem 860.
- Fareel Longstreet – wrócił na tor, ale miał poważny wypadek.

### Inni ludzie
- Jack Fassler – założyciel drużyny Fastex, a zarazem ojciec Megan i mąż Libby.
- Garner Rexton – założyciel drużyny Rexcor, wyjątkowo bezwzględny i niezwykle mściwy człowiek. Nienawidzi Jacka Fasslera i pragnie doszczętnie zniszczyć jego życie.
- Mike Hauger – komentator wyścigów NASCAR w telewizji SNIT (Sports Network International).
- Pat Anther – współpracowniczka Mike'a i komentatorka wyścigów NASCAR w telewizji SNIT.
- Worth Dwindling – wspólnik Stuntsa, który ukradł mu pieniądze.
- Brock Van Leer – niebezpieczny terrorysta, który mógł zniszczyć Motosferę, jednak został pokonany przez Fastex.
- Wolf Bader – przyjaciel Niszczyciela, członek gangu, który porywa kierowców.

## Wersja oryginalna
- Ian James Corlett – Mark „Charger” McCutchen
- Rino Romano – Carlos „Stunts” Rey
- Roger Cross – Steve „Flyer” Sharp
- Kathleen Barr – Megan „Spitfire” Fassler
- Paul Dobson – Jack Fassler
- Dale Wilson – Douglas „Duck” Dunaka
- Andrew Francis – Miles McCutchen
- Kiby Morrow – „Redline” O'Roarke
- Scott McNeil – Lyle „Kolekcjoner” Owens
- Ron Halder – Garner Rexton
- Richard Newman – Spex

## Wersja polska
Opracowanie: na zlecenie Jetix IZ-Text Katowice

Udźwiękowienie: Supra Film

Tekst polski: Zbigniew Rutkowski

Udział wzięli:
- Anita Sajnóg – Megan „Spitfire” Fassler
- Mirosław Neinert – Jack Fassler
- Ziemowit Pędziwiatr –
  - Steve „Flyer” Sharp,
  - Hondo „Specter” Hines
- Grzegorz Przybył –
  - Mark „Charger” McCutchen,
  - Garner Rexton
- Dariusz Stach –
  - Carlos „Stunts” Rey,
  - Diesel „Junker” Spitz
- Wiesław Sławik – Douglas „Duck” Dunaka
- Jakub Skupiński – Miles McCutchen
- Radosław Kaliski – Lyle „Kolekcjoner” Owens
- Wiesław Kupczak –
  - Spex,
  - Phil „Octane” Knox
- Izabella Malik –
  - Zorina,
  - Eve Kildere
- Tomasz Śliwiński –
  - „Redline” O'Roarke,
  - Farrell Longstreet
- Krystyna Wiśniewska –
  - Libby Fassler,
  - Chrome,
  - mała dziewczynka (odc. 14),
  - Penny (odc. 19),
  - fałszywa matka Megan (odc. 26)
- Ireneusz Załóg –
  - Komentator wyścigów,
  - prezenter Mike Hauger,
  - Tanker,
  - Kent „Demolisher” Steele,
  - strażnik więzienia (odc. 13),
  - ojciec Stuntsa (odc. 26)
- Wisława Świątek –
  - prezenterka Pat Anther,
  - Lori,
  - jedna z dziewczyn Stuntsa (odc. 10)
- Maciej Walentek – Worth Dwindling
- Zbigniew Wróbel – lekarz (odc. 26)

i inni
Lektor: Ireneusz Załóg

## Odcinki
- Serial pojawił się po raz pierwszy w Polsce 5 kwietnia 2004 roku na kanale Fox Kids, w bloku programowym Jetix.
- Serial składa się z dwóch serii po 13 odcinków każda, razem jest 26 odcinków.
- W Polsce wyemitowano obie serie.
- W polskiej wersji szósty odcinek z pierwszej serii został pominięty, ponieważ z nieznanych przyczyn nie został dopuszczony do dystrybucji w Polsce.
- Ostatnia emisja serialu miała miejsce 5 stycznia 2007.

### Spis odcinków
| Nr             | Polski tytuł            | Angielski tytuł      |
| Seria pierwsza | Seria pierwsza          | Seria pierwsza       |
| -------------- | ----------------------- | -------------------- |
| 01             | Pierwszy wyścig         | The Real Thing       |
| 02             | Stawka                  | The Stakes           |
| 03             | Bohaterowie             | Heroes               |
| 04             | Podstęp                 | Duck Out of the Way  |
| 05             | Wirtualny przyjaciel    | Co-Pilot             |
| 06             | (odcinek pominięty)     | The Mission          |
| 07             | Na zawsze razem         | Always               |
| 08             | Człowiek kontra maszyna | Boy vs. Machine      |
| 09             | Porwanie                | Pulp Faction         |
| 10             | Kaskaderzy              | Daredevil            |
| 11             | Reprezentant            | Flag Bearer          |
| 12             | Porażka                 | Every Man for Itself |
| 13             | Wszystko albo nic       | All or Nothing       |
| Seria druga    |                         |                      |
| 14             | Druga szansa            | Second Chance        |
| 15             | Toksyny                 | Toxic                |
| 16             | Porachunki              | Payday               |
| 17             | Czerwona flaga          | Red Flag             |
| 18             | Reakcja łańcuchowa      | Chain Reaction       |
| 19             | Milion dolarów          | Rumble               |
| 20             | Wypadek                 | Crash Course         |
| 21             | El Dorado               | El Dorado            |
| 22             | Halucynacje             | The Blue Wild        |
| 23             | Ucieczka                | Runaway              |
| 24             | Gumowa Kaczka           | Duck Unlimited       |
| 25             | Zakładnik               | Hostage              |
| 26             | Ostatnia szansa         | Last Chance          |